# Euxoa opipara
Euxoa opipara là một loài bướm đêm trong họ Noctuidae.